# Una Vez Más Holdings, LLC.
Una Vez Más Holdings, LLC es el propietario de un grupo estaciones de televisión de baja potencia, principalmente en el suroeste y es el más grande grupo de afiliadas a Azteca América en los Estados Unidos. Con sede en Dallas, Texas, Una Vez Más Holdings, Inc. posee 32 estaciones de televisión de baja potencia en California, Nevada, Arizona, Nuevo México, Texas y Florida, 25 de los cuales están en funcionamiento, doce de los cuales son las estaciones de televisión de Clase A. Randy Nonberg es Presidente y Jefe oficial de operaciones de Una Vez Más Holdings, Inc., Terry Crosby es Presidente y Jefe oficial ejecutivo, y Nora Crosby es Vicepresidente de operaciones.
El 22 de octubre de 2009; Una Vez Más Holdings, Inc. ha anunciado que absorbió el portafolio de Johnson Broadcasting después de que esa empresa de radiodifusión fue presentada para el capítulo 11 de bancarrota. Esto incluye KLDT en Dallas, Texas y KNWS-TV en houston, Texas. La venta de estas estaciones para Una Vez Más Holdings fue aprobada por la Corte de bancarrota el 29 de diciembre de 2009 y por la Comisión Federal de Comunicaciones, el 27 de septiembre. 2010. Una Vez Más Holdings, LLC. oficialmente tomó el control de las dos estaciones el 29 de diciembre de 2010 y cambió sus afiliaciones a Azteca América y sus indicativos de señal a: KAZD y KYAZ, respectivamente. Como resultado, KAZD se convirtió en la estación de televisión insignia de la compañía. En este momento, KAZD y KYAZ son las únicas dos estaciones de televisión de servicio completo, de alta potencia propiedad Una Vez Más Holdings, LLC.
En 28 de julio de 2011, Una Vez Más anuncia la adquisición (compra) planeada de la estación operada por Newport Television: KFTY en Santa Rosa, California. Esta estación se espera su afiliación a Azteca América

## Estaciones de televisión
| Ciudad/Estado               | Indicativo de señal | Canal (Analógico/Digital) | Afiliaciones                |
| --------------------------- | ------------------- | ------------------------- | --------------------------- |
| Atascadero, California      | KASC-LP             | 7/39                      | Azteca América              |
| Dallas, Texas               | KAZD-TV             | no/39 (55)                | Azteca América              |
| Prescott, Arizona           | KDFQ-LP KQBN-LP     | 37/no 28/no               | Azteca América              |
| Santa María, California     | KDFS-CA             | 30/no                     | Azteca América              |
| Las Vegas, Nevada           | KHDF-CA             | 19/no                     | Azteca América              |
| Lompoc, California          | KLDF-CA             | 17/45                     | Azteca América              |
| Brownsville, Texas          | KNWS-LP             | 64/22                     | Azteca América              |
| McAllen, Texas              | KAZH-LP KRZG-CA     | 57/no 35/no               | Azteca América              |
| Paso Robles, California     | KPAO-CA             | 22/30                     | Azteca América              |
| Phoenix, Arizona            | KPDF-CA             | no/41                     | Azteca América              |
| Albuquerque, Nuevo México   | KQDF-LP             | 25/no                     | Azteca América              |
| San Luis Obispo, California | KSBO-CA             | 42/no                     | Azteca América              |
| Amarillo, Texas             | KTXD-LP             | 43/no                     | Difunto, fue Azteca América |
| Amarillo, Texas             | KAMM-LP             | 30/no                     | Tr3s                        |
| Tucson, Arizona             | KUDF-LP             | 14/no                     | Azteca América              |
| San Antonio, Texas          | KVDF-CA             | 31/no                     | Azteca América              |
| Houston, Texas              | KYAZ-TV             | no/47 (51)                | Azteca América              |
| Santa Bárbara, California   | KZDF-LP             | 8/18                      | Azteca América              |
| San Francisco, California   | KFTY1               | no/32 (50)                | Azteca América              |
| Bowie, Maryland             | WQAW-LP             | 69/20 (Sin salir al aire) | Azteca América              |
| Nueva Orleans, Luisiana     | WTNO-LP             | 22/no                     | Azteca América              |
| Atlanta, Georgia            | WUVM-LP             | 4/no                      | Azteca América              |
| Tampa, Florida              | WXAX-LP             | 26/no                     | Azteca América              |
| Sherman, Texas              | KADY-LP             | 34/no                     | Sin salir al aire           |

- 1 La compra está pendiente